# Synanceia verrucosa
Synanceia verrucosa là một loài cá mặt quỷ. Đây là một con cá vây tia ăn thịt với các gai độc. Chúng sinh sống trên đáy rạn đá ngụy trang như một tảng đá. Chúng là cá độc nhất được biết đến trên thế giới. Chúng có thể gây tử vong cho con người.

## Miêu tả
Loài cá này thường có màu nâu hoặc xám, và có thể có các vùng màu vàng, cam hoặc đỏ. Loài cá này dài từ 30–40 cm; một mẫu dài 51 cm đã được ghi nhận.